# Harald Simonsen
Harald Simonsen, også kaldet Guld-Harald (2. august 1873 i København – 3. februar 1949 sammesteds) var en dansk byggematador.
Han var søn af hørkræmmer Georg Harald Simonsen (1841-1890) og Caroline født Jensen (1845-1913). Simonsen var et usædvanligt handelstalent. Han etablerede sin første forretning i en kælder i Store Kongensgade, hvor han solgte støbegods. Senere koncentrerede han sig om at opkøbe tømmer og teglværker og solgte alle slags materialer til byggeri. Han nød godt af krigskonjunkturerne under 1. verdenskrig.
Da krisen kom i 1929 havde Simonsen store mængder tømmer og mursten på lager, som ingen ville købe. Derfor gik han selv i gang med som både bygherre og entreprenør at bygge pæne og solide ejendomme med altan og elevator. Selv om krisen fortsatte i 1930'erne havde han ingen problemer med at leje dem ud. Byggerierne var med hensyn til komfort forud for deres tid. Blandt hans byggerier i 1929-1940 er Hostrups Have og Aksel Møllers Have på Frederiksberg, Svanemøllegården og Ulfsgården på Østerbro og Nyrnberggården i Sundbyøster. Flere af byggerierne blev tegnet af arkitekt Hans Dahlerup Berthelsen, som Simonsen havde et tæt samarbejde med.
10. januar 1899 blev Simonsen gift med Betty Nathalia Thorup (10. februar 1877 i København – 23. maj 1949 sammesteds). Familiens privatbolig var fra 1917 det store palæ Lille Amalienborg. Familielivet var ikke harmonisk: barnebarnet Finn Harald Simonsen fortalte, at Harald Simonsen var meget dominerende med et stort ego: "Min farfar kunne være en særdeles barsk herre. Som dreng skulle jeg sammen med min familie besøge ham i hans palæ 'Lille Amalienborg'. Da så jeg farfar smide en murermester ned ad trapperne, mens han råbte 'De skal ikke snyde mig'."
Han ligger begravet på Frederiksberg Ældre Kirkegård.

Harald Simonsen var far til Erna Hamilton (1900-1996 ), grevinden på tredje.
Harald Simonsen var også far til Ib Simonsen (1902-1956). Hans søn, Finn Harald Simonsen, arvede millionformuen og fortsatte byggeriet med Harald Simonsens Ejendomskontor ApS, der bl.a. stod for Domus Vista og Charlottehaven. 